# Łowca krokodyli (program popularnonaukowy)
Łowca krokodyli (oryg. The Crocodile Hunter, 1997-2004) – dokumentalny program popularnonaukowy, którego gospodarzem był Steve Irwin wraz z żoną Terri i córką Bindi. Program stał się bardzo popularny, na jego podstawie nakręcono film oraz dwa spin-offy: The Crocodile Hunter Diaries (pol. Pamiętniki łowcy krokodyli) i Croc Files. Na podstawie programu powstał film – Łowca krokodyli. Emitowany na Animal Planet i Discovery Channel, a nawet w TV6 program ten stał się międzynarodowym konsorcjum w sieciach na całym świecie.

## Opis
W 5 sezonach show Łowca krokodyli wraz z żoną i córką pokazali najróżniejsze gatunki zwierząt, ich zwyczaje i styl życia. Odwiedzili wszystkie kontynenty z wyjątkiem Antarktydy. Program pokazuje "prawidłowe życie z przyrodą". Dodatkowo w programie pokazane zostały zwierzęta z Australia Zoo w Beerwah.

## Odcinki

### Sezon 1(1997)
| Numer odcinka | Angielski tytuł            | Polski tytuł             | Premiera             |
| ------------- | -------------------------- | ------------------------ | -------------------- |
| 1             | "Wild in the USA"          | "Dzikość w USA"          | 5 kwietnia 1997      |
| 2             | "Dinosaurs Down Under"     |                          | 12 kwietnia 1997     |
| 3             | "Sleeping with Crocodiles" | "Spanie wśród krokodyli" | 21 września 1997     |
| 4             | "Suburban Killers"         | "Podmiejscy zabójcy"     | 31 października 1997 |

### Sezon 2(1998)
| Numer odcinka | Angielski tytuł                  | Polski tytuł               | Premiera         |
| ------------- | -------------------------------- | -------------------------- | ---------------- |
| 5             | Return to the Wild               | Powrót do dzikości         | 10 marca 1998    |
| 6             | Outlaws of the Outback (część 1) |                            | 17 marca 1998    |
| 7             | Outlaws of the Outback (część 2) |                            | 17 marca 1998    |
| 8             | Wildest Home Video               | Najdziksze domowe wideo    | 29 kwietnia 1998 |
| 9             | Island of Time                   | Wyspa czasu                | 17 maja 1998     |
| 10            | Reptiles of the Deep: Turtles    | Gady głębin: żółwie        | 24 maja 1998     |
| 11            | Where the Devil Run Wild         | Gdzie diabły biegają dziko | 18 czerwca 1998  |
| 12            | Last Waterholes of the Outback   |                            | 8 sierpnia 1998  |
| 13            | Sharks – Outside the Cage        |                            | 24 grudnia 1998  |

### Sezon 3(1999–2000)
| Numer odcinka | Angielski tytuł                  | Polski tytuł                       | Premiera             |
| ------------- | -------------------------------- | ---------------------------------- | -------------------- |
| 14            | Legends of Galapagos             | Legendy Wysp Galapagos             | 1 lutego 1999        |
| 15            | America's Deadliest Snakes       | Najgroźniejsze węże Ameryki        | 12 maja 1999         |
| 16            | Reptiles of the Deep: Sea Snakes | Gady głębin: węże morskie          | 20 czerwca 1999      |
| 17            | Reptiles of the Deep: Saurians   | Gady głębin: sauria                | 20 czerwca 1999      |
| 18            | Steve & the Dragon               | Steve i smok                       | 6 lipca 1999         |
| 19            | Australia's Wild Frontier        | Dzika granica Australii            | 18 września 1999     |
| 20            | Faces in the Forest              | Twarze w lesie                     | 11 października 1999 |
| 21            | Wild River of Africa             | Dzika rzeka Afryki                 | 4 listopada 1999     |
| 22            | A Handful of Elephants           |                                    | 9 stycznia 2000      |
| 23            | Jungle in the Clouds             | Dżungla w chmurach                 | 29 stycznia 2000     |
| 24            | Wildest Baby Animal Videos       | Najdziksze młode zwierzęta – wideo | 22 lutego 2000       |
| 25            | Wildlife in Combat               | Walka przyrody                     | 15 kwietnia 2000     |
| 26            | Forcess of Nature                | Wojska natury                      | 15 kwietnia 2000     |
| 27            | Africa's Deadlies Snakes         | Najgroźniejsze węże Afryki         | 30 lipca 2000        |

### Sezon 4(2000–2002)
| Numer odcinka | Angielski tytuł                     | Polski tytuł                                | Premiera         |
| ------------- | ----------------------------------- | ------------------------------------------- | ---------------- |
| 28            | Crocodiles of the Revolution        | Rewolucja krokodyli                         | 11 grudnia 2000  |
| 29            | Journey to Red Center               |                                             | 18 grudnia 2000  |
| 30            | Sidewinders of Arizona              |                                             | 25 grudnia 2000  |
| 31            | Swimming with Alligators            | Pływanie z Aligatorami                      | 15 stycznia 2001 |
| 32            | Surfing Snakes                      | Surfujące węże                              | 31 stycznia 2001 |
| 33            | Last Primates of Madagascar         | Ostatnie naczelne Madagaskaru               | 28 kwietnia 2001 |
| 34            | Reptiles of the Lost Continent      | Gady Zaginionego Kontynentu                 | 5 maja 2001      |
| 35            | Graham's Revenge                    | Zemsta Grahama                              | 13 maja 2001     |
| 36            | Spitting Cobras on the World        | Kobry plujące na świecie                    | 13 maja 2001     |
| 37            | Dangerous Africans                  | Niebezpieczna ludność Afryki                | 7 lutego 2002    |
| 38            | Operation: Bunya Rescue             | Operacja: Ratunek Bunya                     | 14 lutego 2002   |
| 39            | Steve's Story                       | Historia Steve'a                            | 21 lutego 2002   |
| 40            | Steve's Most Dangerous Adventures   | Najniebezpieczniejsze przygody Steve'a      | 12 marca 2002    |
| 41            | Steve's Greatest Crocodile Captures | Najwspanialsze przechwyty krokodyli Steve'a | 12 marca 2002    |
| 42            | Big Croc Diaries                    | Wielkie krokodyle pamiętniki                | 1 kwietnia 2002  |
| 43            | Captured on Camera                  |                                             | 14 kwietnia 2002 |

### Sezon 5(2002–2004)
| Numer odcinka | Angielski tytuł                    | Polski tytuł                          | Premiera             |
| ------------- | ---------------------------------- | ------------------------------------- | -------------------- |
| 44            | Africa's Final Frontier            | Końcowa granica Afryki                | 24 sierpnia 2002     |
| 45            | Casper                             |                                       | 5 września 2002      |
| 46            | River of the Damned                | Przeklęta rzeka                       | 13 października 2002 |
| 47            | Whale Sharks on the Wild West      | Rekiny wielorybie na Dzikim Zachodzie | 12 lipca 2003        |
| 48            | Crocodile Coast                    | Krokodyle wybrzeże                    | 4 sierpnia 2003      |
| 49            | Tigers of Shark Bay                | Tygrysy z Rekiniej Zatoki             | 4 marca 2004         |
| 50            | Crocs in the City                  | Krokodyle w mieście                   | 26 marca 2004        |
| 51            | Islands of Snakes                  | Wyspa węży                            | 21 czerwca 2004      |
| 52            | They Shoot Crocodiles, Don't They? |                                       | 28 czerwca 2004      |
| 53            | Search for Super Croc              | Szukanie Super Krokodyla              | 5 lipca 2004         |
| 54            | Ice Breaker                        | Lodołamacz                            | 15 listopada 2004    |
| 55            | Confessions of Crocodile Hunter    | Wyznania Łowcy krokodyli              | 22 listopada 2004    |